# Редондела
Редондела (гал. Redondela, ісп. Redondela) — муніципалітет в Іспанії, у складі автономної спільноти Галісія, у провінції Понтеведра. Населення — 30 001 осіб (2009).
Муніципалітет розташований на відстані близько 460 км на північний захід від Мадрида, 16 км на південь від Понтеведри.
Муніципалітет складається з таких паррокій: Кабейро, Седейра, Сесантес, Чапела, Негрос, Кінтела, Ребореда, Редондела, Сашамонде, Трасманьйо, Вентосела, Вілар-де-Інфеста, О-Вісо.

## Демографія
Динаміка населення (INE ):

## Галерея зображень

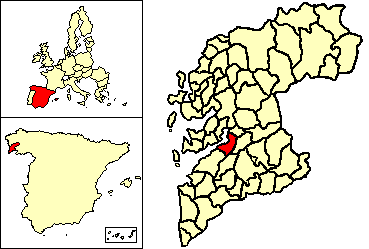
Розташування муніципалітету
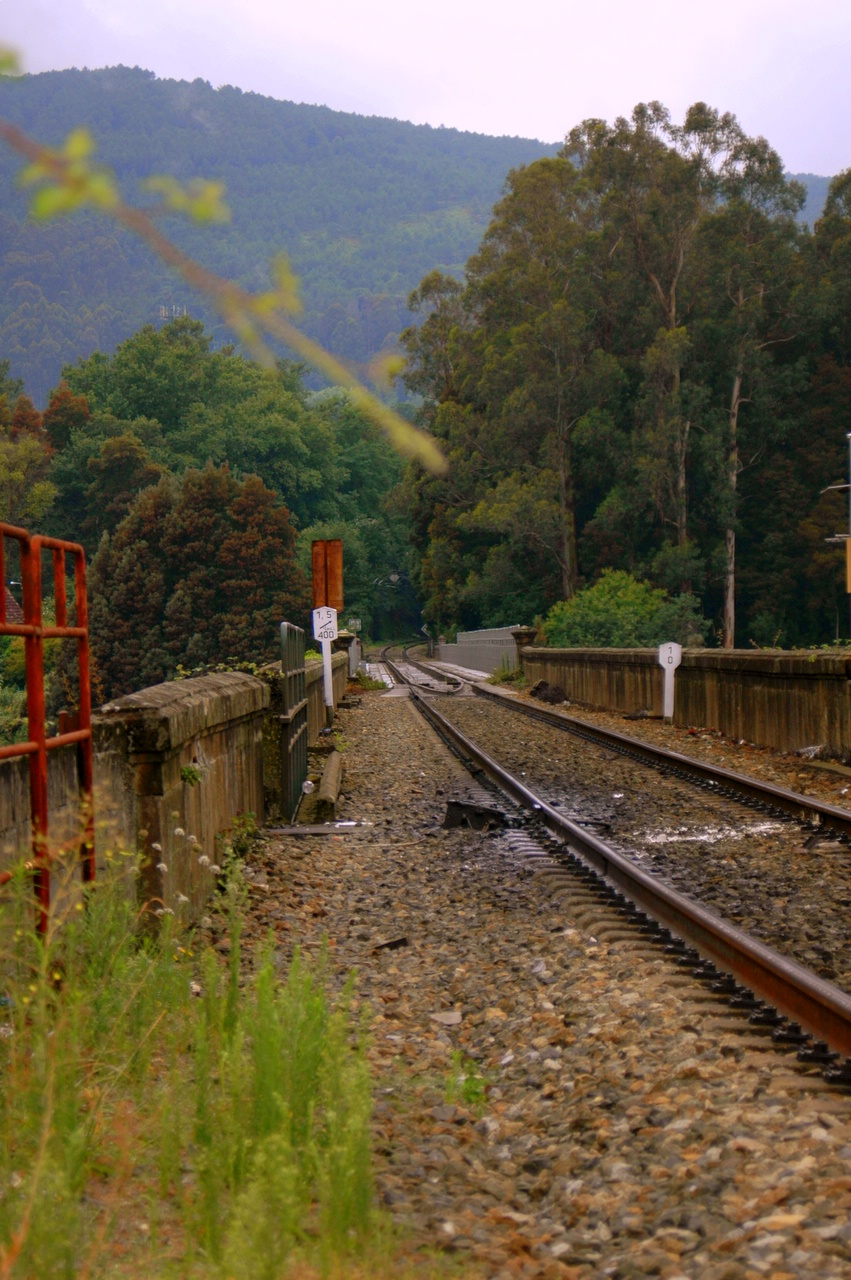
Залізниця у місті Редондела